# Filistata napadensis
Filistata napadensis är en spindelart som beskrevs av Patel 1975. Filistata napadensis ingår i släktet Filistata och familjen Filistatidae. Inga underarter finns listade i Catalogue of Life.